# Fort Gaines
Fort Gaines is een plaats (city) in de Amerikaanse staat Georgia, en valt bestuurlijk gezien onder Clay County.

## Demografie
Bij de volkstelling in 2000 werd het aantal inwoners vastgesteld op 1110.
In 2006 is het aantal inwoners door het United States Census Bureau geschat op 1037, een daling van 73 (-6.6%).

## Geografie
Volgens het United States Census Bureau beslaat de plaats een oppervlakte van
20,0 km², waarvan 12,4 km² land en 7,6 km² water.

## Plaatsen in de nabije omgeving
De onderstaande figuur toont nabijgelegen plaatsen in een straal van 32 km rond Fort Gaines.